# Ambassade d'Ukraine en Espagne
L'ambassade d'Ukraine en Espagne est la mission diplomatique de l'Ukraine en Espagne. Le bâtiment de l'ambassade est situé au 52 Ronda de la Abubilla à Madrid. L'ambassadeur ukrainien en Espagne est Serhiy Pohorelzew depuis 2020.

## Histoire

Districts consulaires ukrainiens en Espagne

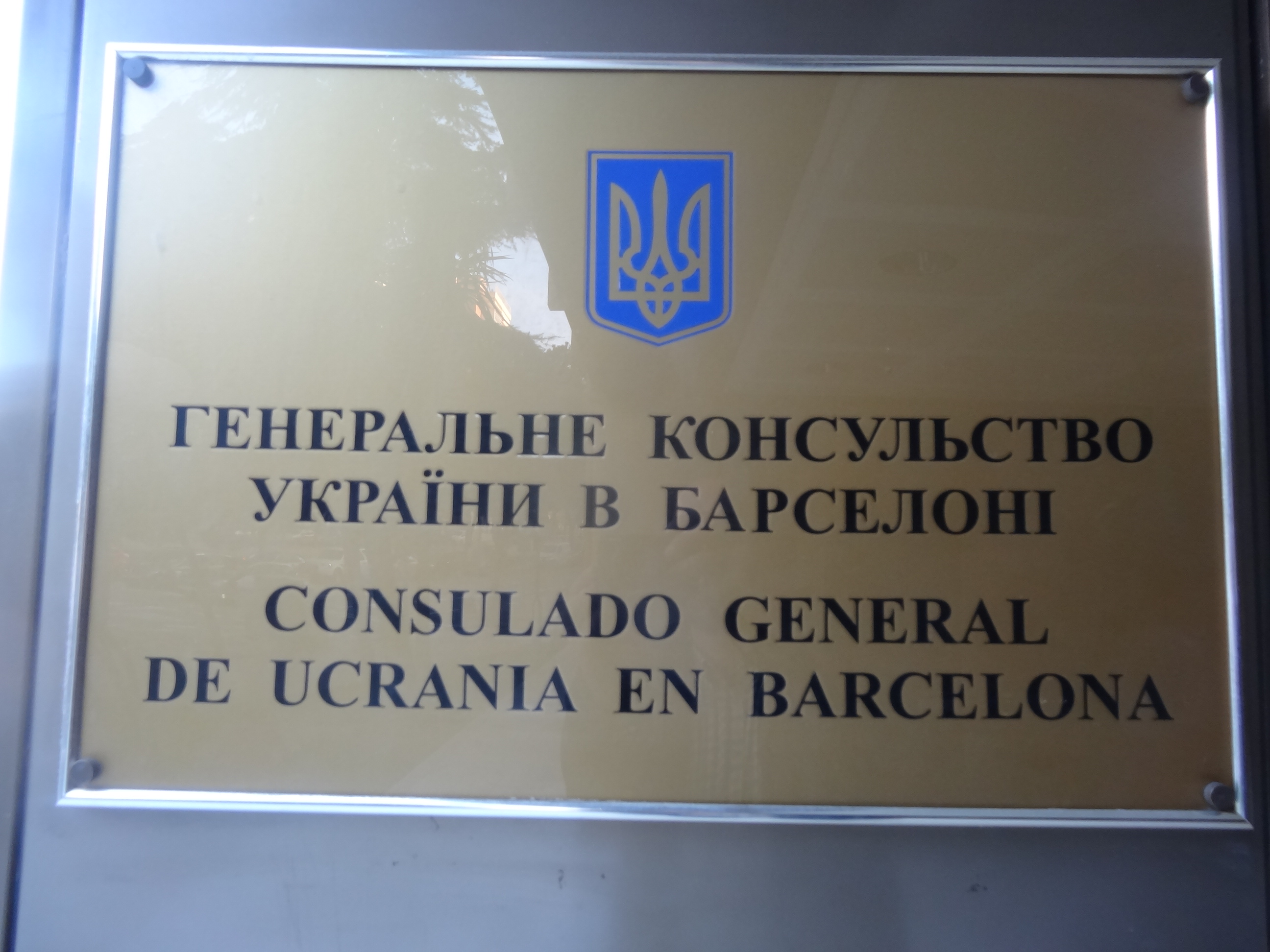
Consulat général d'Ukraine à Barcelone

Avec l'effondrement de l'empire tsariste en 1918, un État-nation ukrainien a vu le jour pour la première fois. Le royaume d'Espagne a reconnu cet État ukrainien. Mykola Schrah a été nommé premier représentant diplomatique de l'Ukraine en Espagne en 1918. Pendant la guerre civile russe, l'Armée rouge a conquis la plus grande partie de l'Ukraine, et celle-ci a été incorporée à l'Union soviétique sous le nom de république socialiste soviétique d'Ukraine.
Après l'effondrement de l'Union soviétique, l'Ukraine s'est déclarée indépendante en décembre 1991. L'Espagne a reconnu l'Ukraine le 31 décembre 1991. Les relations diplomatiques ont été établies le 30 janvier 1992 et l'ambassade à Madrid a été ouverte en juin 1995. Le premier ambassadeur était Iouri Kostenko. Serhiy Pohorelzew est l'ambassadeur ukrainien en Espagne depuis 2020, après sa première accréditation en 2012 jusqu'en 2016.
Les relations diplomatiques avec l'Andorre ont débuté en 2008. L'Ukraine est devenue le septième pays à établir un consulat honoraire en Andorre. Les ambassadeurs à Madrid y sont accrédités en tant qu'ambassadeurs non résidents.
Elle est l'une des cibles des attaques aux lettres piégées de 2022 en Espagne.

## Bureaux consulaires de l'Ukraine en Espagne
Il y a trois districts consulaires ukrainiens en Espagne :
- La section consulaire de l'ambassade d'Ukraine de Madrid
- Le consulat général de Barcelone
- Le consulat de Malaga

## Bâtiment de l'ambassade à Madrid
L'ambassade est située dans une villa au 52, Ronda de la Abubilla, dans le nord-ouest de la capitale espagnole.

## Ambassadeurs ukrainiens en Espagne
- Mykola Illitsch Schrah (chef de mission, 1918–?)
- Oleksandr Hnjedych (1995–1997)
- Oleksandr Taranenko (1997-2004)
- Oleh W Lassenko (2004-2006)
- Anatoly Shcherba (2006–2012)
- Volodymyr Krassilchuk (2012)
- Serhiy Pohorelzew (2012-2016)
- Anatoly Shcherba (2016-2020)[2],[3]
- Serhiy Pohorelzew (2020–)[4]